# Absturz der Fw 200 „Kurmark“ 1940
Beim Flugzeugabsturz der Kurmark am 22. April 1940 stürzte eine Focke-Wulf Fw 200 der Luftwaffe über Berlin ab. Die Maschine, die bis zum 14. April 1940 zum Bestand der Lufthansa gehörte und dort den Taufnamen „Kurmark“ trug, befand sich auf einem Testflug über dem Flugplatz Staaken. Seit dem 16. April 1940 war die Fw 200 A-0 der 4. Staffel der Kampfgruppe zur besonderen Verwendung 107 (4./KGr. z.b.V. 107) zugeteilt und trug das Stammkennzeichen CB+FB. In Staaken war sie für eine Verwendung bei der Besetzung Narviks umgerüstet worden.

## Flugverlauf
Am 22. April 1940 startete die vierköpfige Besatzung der Focke-Wulf 200 vom Flugplatz Staaken zu einem Testflug. Der Unfall geschah, als die Besatzung in geringer Höhe eine hochgezogene Linkskurve flog. Dabei brachen in einer Höhe von 60 bis 100 Metern die rechte Tragfläche und das Heck der Maschine ab, woraufhin sie abstürzte und explodierte. Keiner der vier Insassen überlebte den Absturz der Maschine.

## Untersuchungen und Ursache
Für die Untersuchungen des Absturzes war die Lufthansa zuständig. Die Ermittler der Lufthansa kamen zu dem Schluss, dass die äußere rechte Tragfläche am Triebwerk 4 abbrach, weil die Piloten zu schnell flogen und in einer geringen Höhe der Luftwiderstand besonders stark ist. Als die Tragfläche abbrach, kollidierte sie mit dem Heck der Maschine, woraufhin dieses ebenfalls abbrach. Die Untersuchung kam zur Schlussfolgerung, dass ein strukturelles Versagen durch einen Pilotenfehler zu dem Absturz der Maschine führte.